# 島津忠夫
島津 忠夫（しまづ ただお、1926年9月18日 - 2016年4月16日
）は、日本の国文学者。瑞宝中綬章受章。

## 経歴
出生から修学期
1926年、大阪府大阪市生まれ。住吉中学校、大阪第一師範学校を経て、京都大学文学部に進学。1950年、同大学を卒業。
大学卒業後
卒業後は、市岡高校、住吉高校で教諭を務め、その後、佐賀大学文理学部助教授に就いた。愛知県立大学助教授に転じ、後に教授に昇任。その後、大阪大学教授に就任。1978年、学位論文『連歌史の研究』を大阪大学に提出して文学博士の学位を取得。大阪大学を退任後は、名誉教授となった。その後は武庫川女子大学で教鞭をとった。
歌人として
自身も歌人として歌を詠み、歌誌『マグマ』、『日本歌人』に所属。現代歌人集会理事長も務めた。

## 栄典
- 2007年：春に瑞宝中綬章を受勲。

## 受賞
- 1998年：『和歌文学史の研究[和歌篇・短歌篇]』で第20回角川源義賞受賞。
- 2008年：『島津忠夫著作集』ならびに過去の業績により第31回現代短歌大賞受賞。

## 研究内容・業績
専攻は中世文学。主に連歌・俳諧・和歌について研究を行った。主要著作は『島津忠夫著作集』（全16巻）にまとめられている。
島津忠夫文庫
2008年には郡上市大和町の古今伝授の里フィールドミュージアムに島津忠夫文庫が開設された。

## 著書
- 『連歌史の研究』（角川書店）1969年
- 『連歌の研究』（角川書店）1973年
- 『中世文学史論』（和泉書院）1979年
- 『能と連歌』和泉書院 1990年
- 『近代短歌一首又一首』（明治書院）1990年
- 『連歌師宗祇』（岩波書店）1991年
- 『日本文学史を読む 万葉から現代小説まで』世界思想社 1992年
- 『現代短歌・内と外　島津忠夫評論集』（雁叢書・雁書館）1992年
- 『戦後の関西歌舞伎 私の劇評ノートから』（和泉書院・上方文庫） 1997年
- 『平家物語試論』汲古書院 1997年
- 『和歌文学史の研究 和歌編』角川書店 1997年
- 『歌集 心鋭かりき』（角川書店）1998年

### 著作集
- 『島津忠夫著作集』 和泉書院、2003年-2017年[5]

第1巻 文学史
第2巻 連歌
第3巻 連歌史
第4巻 心敬と宗祇（2004年）
第5巻　連歌・俳諧 資料と研究
第6巻　天満宮連歌史（2005年）
第7-8巻 和歌史 上・下（2005年）
第9巻 近代短歌史（2006年）
第10巻　物語（2006年）
第11巻　芸能史（2007年）
第12巻　現代短歌論（2007年）
第13巻　作品 短歌・連歌・随想（2007年）
第14巻　国文学の世界（2008年）
第15巻　拾遺・索引（2009年）
別巻1　宗祇の顔（2011年）
別巻2　若山牧水ところどころ（2013年）
別巻3 『源氏物語』放談（2013年）
別巻4 老のくりごと（エッセイ集、2017年）

### 共編著
- 『頭註 徒然草』飯田正一・山崎喜好監修 関書院(副読本双書) 1954年
- 『古今新古今とその周辺』小沢正夫共編 大学堂書店 1972年
- 『和歌史の構想』編著 和泉書院 1990年
- 『小倉百人一首 日本のこころ』櫟原聡共編著 京都書房 1992年
- 『東常縁』井上宗雄共編 和泉書院 1994年
- 『新古今和歌集を学ぶ人のために』編 世界思想社 1996年
- 『『とはずがたり』の諸問題』広田哲通、上条彰次共編 和泉書院 1996年
- 『歌人中原勇夫の周辺 国文の碩学 門人たちが語り継ぐ「常歌」の世界』小嶋一郎共著 ひのくに短歌会(ひのくに叢書) 2012年

記念論集
- 『日本文学史論　島津忠夫先生古稀記念論集』同・刊行会編、世界思想社 1997年

### 校注
- 『雲玉和歌抄』衲叟馴窓編著、井上宗雄共編、古典文庫 1968年
- 『百人一首』訳注 角川文庫 1969年／角川ソフィア文庫 1999年
- 「ひとりごと」『古代中世芸術論 日本思想大系 23』校注、岩波書店 1973年
- 『宗長日記』校注、岩波文庫 1975年
- 『中世評論集 歌論・連歌論 能楽論』(鑑賞日本古典文学 24) 福田秀一・伊藤正義共編、角川書店 1976年
- 『別本和漢兼作集と研究』日比野純三共編著、未刊国文資料刊行会 1976年
- 『六家連歌抄』石川真弘共編 古典文庫 1976年
- 『千句連歌集 1　文和千句・柴野千句・初瀬千句』共編、古典文庫 1978年
- 『新潮日本古典集成　連歌集』校注 新潮社 1979年
- 『和泉流狂言選』野崎典子共編 和泉書院(和泉書院影印叢刊) 1980年
- 『中世文学選』共編 和泉書院 1982年
- 『百人一首古注抄』上条彰次共編 和泉書院 1982年
- 『無名野草』編 古典文庫 1990年
- 『竹林抄 新日本古典文学大系 49』鶴崎裕雄・光田和伸・乾安代共校注、岩波書店 1991年
- 『後水尾天皇百人一首抄』田中隆裕共編 和泉書院(百人一首注釈書叢刊) 1994年
- 『竜吟明訣抄』多田義俊講述、谷沢而立輯録、田島智子共編 和泉書院 1996年 百人一首注釈書叢刊
- 『百人一首註解』乾安代共編 和泉書院 1998年 百人一首注釈書叢刊

## 関連資料
- 近本謙介「島津先生との思い出」『語文』107, 2017年doi.